# Bundesstraße 19
Pour les articles homonymes, voir B19 et Route 19.
La Bundesstraße 19 (abrégé en B 19) est une Bundesstraße reliant Krauthausen à la frontière autrichienne, près d'Oberstdorf.

## Localités traversées
- Krauthausen
- Eisenach
- Barchfeld
- Breitungen/Werra
- Wasungen
- Meiningen
- Rohr
- Werneck
- Wurtzbourg
- Bad Mergentheim
- Dörzbach
- Künzelsau
- Kupferzell
- Schwäbisch Hall
- Gaildorf
- Wasseralfingen
- Aalen
- Oberkochen
- Heidenheim an der Brenz
- Herbrechtingen
- Ulm
- Kempten
- Sonthofen
- Fischen im Allgäu
- Oberstdorf